# Ciprian de Cartagina

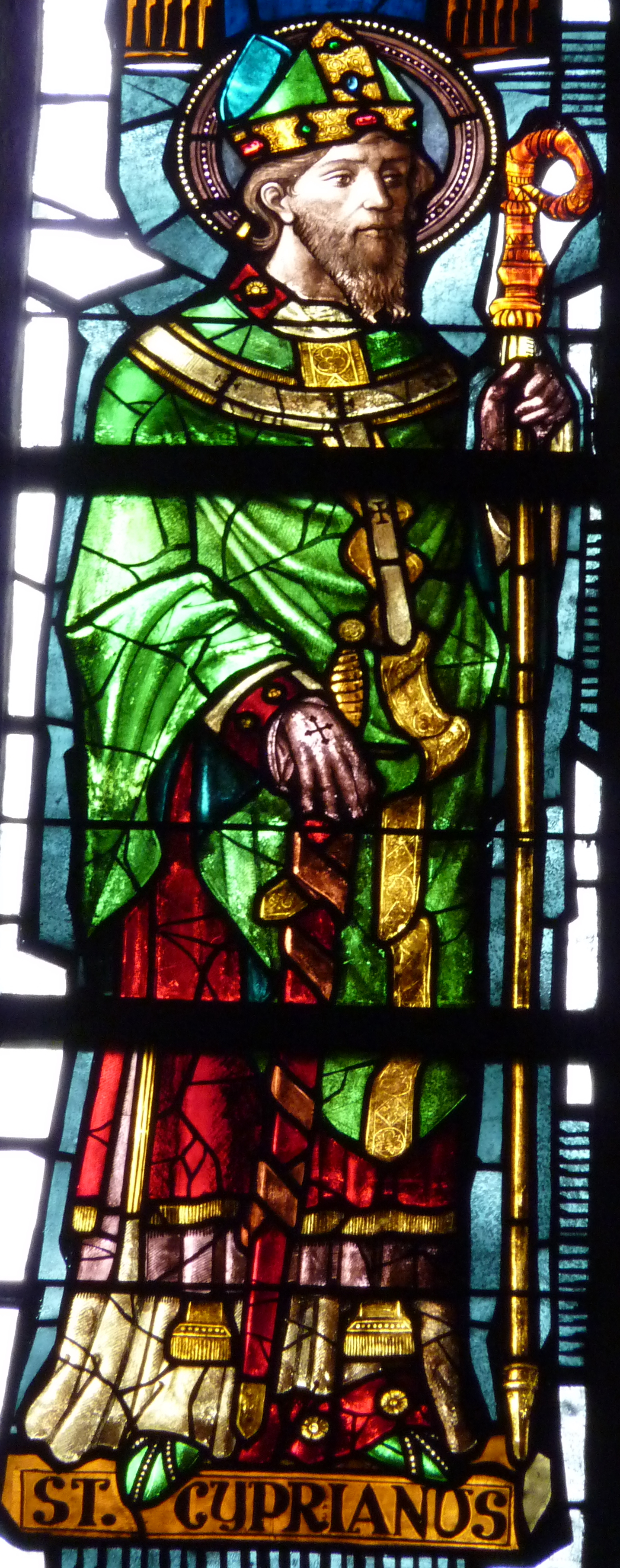
Sfântul Ciprian, vitraliu din abația Kornelimünster, Aachen

Ciprian de Cartagina, născut Thascius Caecilius Cyprianus, (n. cca. 200, Cartagina - d. 14 septembrie 258) a fost un scriitor creștin de limbă latină, episcop de Cartagina, unul din cei mai importanți scriitori creștini din primele secole. A fost ales episcop de Cartagina în anul 248 și a murit ca martir în anul 258.
Biserica Ortodoxă Română îl prăznuiește pe 13 septembrie, iar Biserica Romano-Catolică pe 16 septembrie.

## Viața
A aparținut unei familii romane bine situate, care i-a asigurat o pregătire profesională temeinică, probabil cu scopul de a-l face retor. Sub îndrumarea unui preot în etate numit Caecilius a avut loc convertirea sa la creștinism. Botezul său a avut loc în anul 245 sau 248. Bald nach seiner Bekehrung gab er den Armen einen Teil seines Vermögens und widmete sich dem Studium der Bibel und der frühen christlichen Autoren, mai ales Tertullian. Bereits kurz nach seiner Bekehrung schrieb er die Epistola ad Donatum de Gratia Dei. Schon bald nach seiner Taufe wurde er diacon und Presbyter und bereits im Jahr 248/249 wurde er zum Bischof von Karthago gewählt.

## Cinstirea
În Cartagina, capitala Africii de Nord, i s-au ridicat trei biserici, dintre care una chiar pe locul martiriului său.
În Biserica Zlătari din București se află o parte din moaștele Sfântului Ciprian. Este vorba despre mâna dreaptă, făcătoare de minuni, așezată în partea stângă a altarului, într-o casetă de mici dimensiuni.

## Lucrări
- Despre unitatea Bisericii universale, traducere și note de pr. prof. dr. Alexandru I. Stan, studiu introductiv de prof. Nicolae Chițescu, Editura Institutului Biblic și de Misiune Ortodoxă, București, 2013 - [recenzie]
- Despre condiția muritoare a omului, traducere și introducere de Adina Roșu, note de ierom. Policarp Pîrvuloiu, Editura Institutului Biblic și de Misiune Ortodoxă, București, 2013, 124p. - ISBN 978-973-616-267-1